# Jules d'Orta
Saint Jules d'Orta est un prêtre originaire  de l'île d'Égine, en Grèce. Avec son frère, le diacre Julien, il a évangélisé au IVe siècle les environs du lac Majeur et, plus particulièrement, les rives du lac d'Orta.

## Biographie
Les deux frères ont été élevés dans le christianisme dès leur plus jeune âge, avec le vœu qu'ils vivront toujours dans la virginité et serviront l'Église. Ainsi, Jules devient prêtre et Julien diacre. Ils obtiennent la permission de l'empereur Théodose le Grand de démolir les idoles et de construire des églises chrétiennes dans tout l'Empire. En tant qu'apôtres, les deux frères convertissent un bon nombre de non-chrétiens d'abord à l'est de l'Empire, puis surtout à l'ouest. Jules et Julien contribuèrent à l'établissement d'une centaine d'églises. 
Ils sont décédés dans la région milanaise dont les croyants appelaient saint Jules le "protecteur des loups". Plus précisément, Jules est mort en 390 sur l'île du lac d'Orta qui prit son nom, l'année précédent la mort de son frère.

## Vénération
Sa fête a été fixée le 31 janvier.